# Liste der Gedenktafeln in Berlin-Niederschöneweide
Die Liste der Gedenktafeln in Berlin–Niederschöneweide enthält die Namen, Standorte und, soweit bekannt, das Datum der Enthüllung von Gedenktafeln.
Die Liste ist nicht vollständig.

## Niederschöneweide
| Bild | Name                                    | Standort              | Datum der Enthüllung |
| ---- | --------------------------------------- | --------------------- | -------------------- |
|      | Arbeitslager Treptow                    | Britzer Straße 5      |                      |
|      | Arbeitslager Treptow                    | Britzer Straße 5      |                      |
|      | Friedenskirche Niederschöneweide        | Britzer Straße 3      |                      |
|      | Haftort des sowjetischen Geheimdienstes | Hasselwerderstraße 38 |                      |
|      | Hasselwerder Villa                      | Hasselwerderstraße 22 | 11. Oktober 2022     |
|      | Ernst Schneller                         | Schnellerstraße 70a   |                      |
|      | Ernst Schneller                         | Fließstraße 3–4       |                      |
|      | Käthe Tucholla                          | Bruno-Bürgel-Weg 100  |                      |
|      | Käthe Tucholla                          | Bruno-Bürgel-Weg 100  |                      |